# Hana (film, 2006)
Pour les articles homonymes, voir Hana.
Pour plus de détails, voir Fiche technique et Distribution.
Hana (花よりもなほ, Hana yori mo naho) est un film japonais réalisé par Hirokazu Kore-eda, sorti en 2006.

## Synopsis
Au début du XVIIIe siècle, un samouraï nommé Aoki Souzaemon cherche à venger son père.

## Fiche technique
- Titre français : Hana
- Titre original : 花よりもなほ (Hana yori mo naho)
- Réalisation : Hirokazu Kore-eda
- Scénario : Hirokazu Kore-eda
- Photographie : Yutaka Yamazaki
- Montage : Hirokazu Kore-eda
- Costumière : Kazuko Kurosawa
- Pays de production :  Japon
- Genre : Comédie dramatique
- Durée : 127 min
- Date de sortie : 2006

## Distribution
- Jun'ichi Okada : Aoki Souzaemon alias 'Soza'
- Rie Miyazawa : Osae
- Arata Furuta : Sadashiro
- Jun Kunimura : Isekan
- Katsuo Nakamura : Shigehachi
- Tadanobu Asano : Jubei Kanazawa
- Tomoko Tabata : Onobu
- Yui Natsukawa : Oryo
- Renji Ishibashi : Shozaburo Aoki
- Susumu Terajima : Kichiemon Terasaka